# アイオス・エフストラティオス島
アイオス・エフストラティオス島（アイオス・エフストラティオスとう、ギリシア語: Άγιος Ευστράτιος / Agios Efstratios）は、エーゲ海北部に位置するギリシャ領の島。

## 名称
「アギオス・エフストラティオス島」とも転記される。島の名は、9世紀にこの島で暮らした聖エフストラティオスにちなむ。彼は東ローマ帝国皇帝レオーン6世によるイコノクラスム（聖像破壊運動）に反対して亡命生活を送った。彼のものとされる墓は、現在も島民から大切にされている。

## 地理

### 位置・広がり
アイオス・エフストラティオス島は、リムノス島の南約30キロメートル、レスボス島の西北西約80キロメートル、スキロス島の北北東約75キロメートル、アロニソス島の東北東約90キロメートルに位置する。形状はほぼ三角形で、面積は43.325キロメートル、水面積は島の15.14%の6.56キロメートル、人口371人、人口密度9人/キロメートルとなっている。
地形は全体的に山がちである。気候は地中海性気候に属しており、夏は暑く乾燥し、雨はほとんど降らない。

### 地勢
陸地の大部分は岩石がむき出しになっており、ところどころに背丈の低い植物が生えているのみである。しかし、周囲の海は豊かで魚が豊富に獲れる。多数の美しい浜辺がアイオス・アントニス、Lemonies、Avlakiaなどの島嶼にあり、そのほとんどが小型船で到達できる距離にある。

## 歴史
1930年代、アイオス・エフストラティオス島は政治犯の流刑地として利用され、収容所が建てられた。1968年2月19日には大地震が発生し、島の大部分の家屋が倒壊した。このため、兵営で用いるようなプレハブ工法によるコンクリート造りの建物が建てられた。
軍事政権下の1970年代には、政治的反体制派を収容する目的で収容所が再利用された。著名な被収容者には、作曲家のミキス・テオドラキスがいる。

## 行政区画

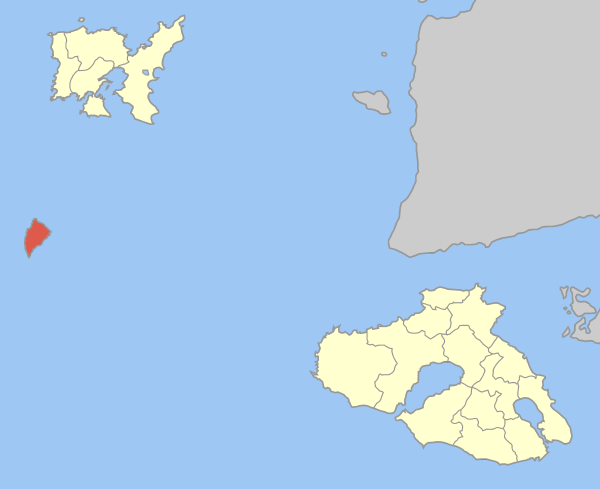
旧レスボス県におけるアイオス・エフストラティオス村（1999年 - 2010年）

アイオス・エフストラティオス市（Δήμος Αγίου Ευστρατίου）は、北エーゲ地方リムノス県に属する基礎自治体（ディモス）である。中心集落アイオス・エフストラティオスは島の西部にあり、県都ミリナ（リムノス島）から南西へ約38キロメートル、州都ミティリーニ（レスボス島東部）からは北西へ143キロメートルの距離にある。
カリクラティス改革にともなう自治体統廃合（2011年1月施行）までは、レスヴォス県に属する自治体であり、「村」に相当するキノティタという位置づけであった（Κοινότητα Αγίου Ευστρατίου）。改革にともない、領域はそのままディモスとなるとともに、レスヴォス県から分割されたリムノス県の所属となった。市域には、本島以外にごく小さな島もあるが、いずれも無人島である。
表中のΚ.δ.はΚοινοτικό Διαμέρισμαの略であり、カポディストリアス改革による統廃合（1999年1月施行）以前の旧自治体に由来する区画である。数字は人口（2001年国勢調査）を示す。
| - Κ.δ. Αγίου Ευστρατίου アイオス・エフストラティオス - 371人 - ο Άγιος Ευστράτιος アイオス・エフストラティオス - 371人 - οι Άγιοι Απόστολοι (νησίδα) - 0人 - ο Ρούμπος (νησίδα) - 0人 |

## 交通
リムノス島、アイオス・コンスタンディノス、キミ（エヴィア島）、カヴァラからアイオス・エフストラティオス島行きの船が出ている。

## 文化・観光
アイオス・エフストラティオス島は、とても魅力的な町並みや砂浜などを残しており、自然環境も維持している。この島を訪れる観光客は、大部分が心機一転や瞑想が目的である。